# 成田市立中郷小学校
成田市立中郷小学校（なりたしりつ なかごうしょうがっこう）は、千葉県成田市赤荻にあった公立小学校。

## 概要
学区は市街地に隣接する農村地域に位置し、学区全体が成田国際空港離着陸コース直下に位置する。家庭は三世代同居が多く、母校に対する期待は大きく、学校及び地域行事に極めて協力的である。

## 沿革
- 1887年（明治20年） - 創立。
- 2011年（平成23年） - 中郷小学校は美郷台小学校と統合し、閉校となる。

## 学区
現在は美郷台小学校の学区。
野毛平、東金山、関戸、和田、下金山、新妻、芦田、東和泉、西和泉、赤荻

## 進学
- 成田市立成田中学校